# ليا لودرباك
ليا غاي لودرباك (Leah Gaye Lauderback) هي جنرال في القوات الجوية الأمريكية وتشغل منصب نائب رئيس الأركان لعمليات الاستخبارات والمراقبة والاستطلاع والتأثيرات السيبرانية في القوات الجوية للولايات المتحدة منذ 5 أغسطس 2022. عملت كمديرة للاستخبارات والمراقبة والاستطلاع في قوة الفضاء الأمريكية من عام 2020 إلى عام 2022. شغلت سابقا منصب مديرة الاستخبارات في قيادة الفضاء الأمريكية ومديرة عمليات الاستخبارات والمراقبة والاستطلاع في القوات الجوية الأمريكية.

## الجوائز
|  | شارة مشغل الفضاء الإلكتروني |
|  | شارة الذكاء الرئيسية        |
|  | شارة مكتب وزير الدفاع       |
|  | شارة طاقم الفضاء            |

## الاوسمة
| | ميدالية الدفاع للخدمة المتفوقة [الإنجليزية]               |
| Bronze oak leaf cluster · Width-44 crimson ribbon with a pair of width-2 white stripes on the edges                                                              | وسام الاستحقاق (الولايات المتحدة)                         |
| | ميدالية الجدارة للدفاع [الإنجليزية]                       |
| Width-44 crimson ribbon with two width-8 white stripes at distance 4 from the edges.                                                                             | Meritorious Service Medal [الإنجليزية]                    |
| Bronze oak leaf cluster | ميدالية الثناء                                            |
| | Air Force Achievement Medal                               |
| | جائزة الوحدة المتميزة المشتركة ‏                           |
| | Air Force Outstanding Unit Award [الإنجليزية]             |
| Bronze star · Width=44 scarlet ribbon with a central width-4 golden yellow stripe, flanked by pairs of width-1 scarlet, white, Old Glory blue, and white stripes | ميدالية خدمة الدفاع الوطني [الإنجليزية]                   |
| Bronze star | ميدالية حملة كوسوفو ‏                                      |
| | وسام الخدمة في الحرب العالمية على الإرهاب ‏                |
| | Korea Defense Service Medal                               |
| | Armed Forces Service Medal                                |
| | Air Force Overseas Short Tour Service Ribbon [الإنجليزية] |
| | Air Force Overseas Long Tour Service Ribbon ‏              |
| | Air Force Expeditionary Service Ribbon with Gold Border   |
| Silver oak leaf cluster | ميدالية الخدمة الطويلة في سلاح الجو [الإنجليزية]          |
| | Small Arms Expert Marksmanship Ribbon [الإنجليزية]        |
| | Air Force Training Ribbon                                 |
| | وسام الناتو                                               |